# Tyson Foods

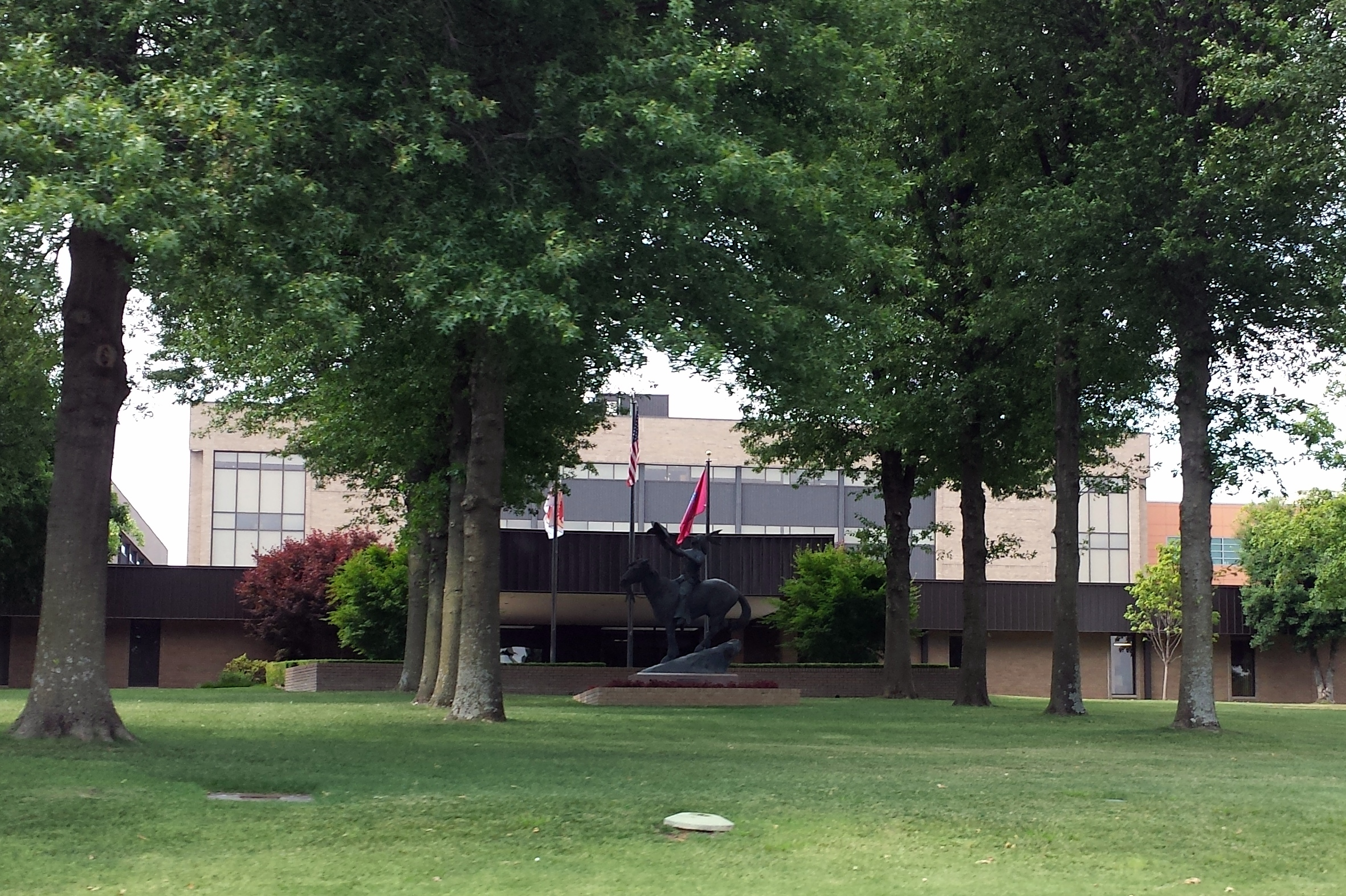
Sede de Tyson Foods

Tyson Foods Inc. (NYSE: TSN) es una corporación multinacional con sede en Springdale, Arkansas, que opera en la industria alimentaria. La compañía es el segundo mayor procesador y comercializador de pollo, res y cerdo solo por detrás de la compañía brasileña JBS S.A. y exporta anualmente el mayor porcentaje de carne de res de Estados Unidos.
La empresa fue fundada en 1935 y da empleo a 107.000 personas, y tiene 6.729 productores independientes de pollo por contrato. Los miembros actuales del consejo de administración son: Richard L. Bond, Lloyd Hackley, Scott T. Ford, Jim Kever, Jo Ann Smith, Tollett Leland, Barbara Tyson, John H. Tyson, y Albert Zapanta.
Richard L. Bond había sido consejero delegado de la compañía hasta el 7 de enero de 2009, cuando dejó el cargo y su puesto ocupado por sustitución temporal Leland Tollett.

## Perfil de la compañía
La compañía fue establecida por John W. Tyson en 1935,  y se benefició durante la Segunda Guerra Mundial cuando el pollo no estaba incluido en los alimentos que fueron racionados. A partir de 2014, la compañía emplea a 115 000 personas, que trabajan en más de 300 instalaciones, 90 de las cuales se encuentran en los Estados Unidos. Tyson tenía alrededor de 97 000 empleados en 27 estados; las ubicaciones se concentran en el medio oeste, con 16 ubicaciones en Arkansas, 11 en Texas, 9 en Iowa, y el resto de la mayoría de los Estados Unidos orientales con menos de 3-4 ubicaciones.  Tyson también trabaja con 6 729 productores de pollo de contrato independiente.[cita requerida]
Tyson es uno de los mayores comercializadores, en EE. UU., de pollo, carne de res y cerdo con valor agregado a minoristas de abarrotes, distribuidores de servicios de alimentos de línea amplia y cadenas nacionales de restaurantes de comida rápida y servicio completo; ternera y cerdo frescos; productos congelados y totalmente cocidos de pollo, res y cerdo; carne de res y puerco lista para usar; productos de pollo deli de supermercado; revestimientos de carne para la industria de la pizza y pizza congelada para venta al por menor; tienda de club de pollo, res y cerdo; carne molida y tortillas de harina. Suministra a cadenas de marcas que usan pollo, incluyendo KFC y Taco Bell, McDonald's, Burger King, Wendy's, Walmart, Kroger, IGA, Beef O'Brady's, así como pequeños negocios de restaurantes y prisiones.
La compañía fábrica una amplia variedad de productos elaborados a base de animales en sus 123 plantas de procesamiento de alimentos . Produce muchos productos diferentes, como alas de búfalo, alas de búfalo deshuesadas, nuggets de pollo y licitaciones . Cada semana, sus 54 plantas de pollo, 13 plantas de carne de vaca y seis plantas de carne de cerdo sacrifican y empaquetan 42,5 millones de pollos, 170.938 bovinos y 347.891 cerdos. Su mayor instalación de envasado de carne es su planta de producción de carne en Dakota City, Nebraska. Otras plantas incluyen fábricas de piensos, criaderos, granjas y tenerías.[cita requerida]

### Adquisiciones

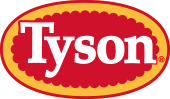
El logotipo de Tyson, utilizado como logotipo corporativo desde 1978 hasta 2017. Se ha visto con cambios menores desde 1972. Sigue usándose como logotipo en los productos de la marca Tyson.

En 2001, Tyson Foods adquirió IBP, Inc. , el mayor empaquetador de carne de res y el segundo procesador de carne de cerdo en los EE. UU., Por US $ 3,2 mil millones en efectivo y acciones . Tyson también ha adquirido compañías como Hudson Foods Company , Garrett Poultry, Washington Creamery, Franz Foods, Prospect Farms, Krispy Kitchens, Ocoma Foods, Cassady Broiler, Vantress Pedigree, Wilson Foods, Honeybear Foods, Mexican Original, Valmac Industries, Heritage Valley, Lane Poultry, Cobb-Vantress, Holly Farms, Wright Brand Foods, Inc. y Don Julio Foods. 
También adquirió junto con su compra de IBP, los derechos de nombramiento de un centro de eventos en Sioux City , Iowa . El 29 de mayo de 2014, la compañía anunció una oferta en efectivo de 6.130 millones de dólares para adquirir todas las acciones de Hillshire Brands , dos días después de una oferta de efectivo y acciones por Hillsborough de Pilgrim por $ 6.400 millones. En junio de 2014, Tyson ganó la guerra de ofertas contra Pilgrim's Pride, y acordó comprar el fabricante de salchichas Jimmy Dean y los hot dogs Ball Park por $ 8,5 mil millones. El 28 de julio de 2014, la compañía dijo que vendería sus negocios avícolas mexicanos y brasileños a JBS SA por $ 575 millones y usaría los ingresos para pagar la deuda de su compra pendiente de $ 7,700 millones de Hillshire Brands Co.

### Críticas
La empresa ha sido censurada por la ONG británica Oxfam por las condiciones de trabajo que impone a sus trabajadores. Para aumentar la productividad, muchos se ven privados del derecho a usar el inodoro. Como resultado, algunos se ven obligados a usar pañales para trabajar en sus empresas y "reducir su ingesta de líquidos y fluidos a niveles peligrosos". Para la ONG, se trata de un deterioro de la condición humana de los empleados que ya "ganan salarios bajos y sufren altos índices de lesiones y enfermedades".[cita requerida]